# Robin Yearwood
Robin Kensworth Yearwood ist ein aus Antigua und Barbuda stammender Politiker der Antigua Labour Party. Er gehört seit 1976 ununterbrochen dem Repräsentantenhaus an.

## Leben
Auf der politischen Ebene wurde Yearwood der breiten Öffentlichkeit bei den Unterhauswahlen 1978 bekannt, als er als Kandidat der Antigua Labour Party im Wahlkreis St. Phillip North antrat und sich mit 66,84 % der Stimmen gegen den Kandidaten des Progressive Labour Movement durchsetzte. Seitdem hat er den Sitz bei jeder Wahl verteidigt. Mit insgesamt neun Amtsperioden ist er damit der Abgeordnete mit der längsten ununterbrochenen Zugehörigkeit zum Repräsentantenhaus. Während seiner Zeit als Abgeordneter bekleidete er auch verschiedene Ämter. So gehörte er vom 12. März 1999 bis zum 25. Januar 2001 als Minister für öffentliche Versorgungsunternehmen, Wohnungsbau, Transport und Luftfahrt dem Kabinett an. Zum 26. Januar 2001 wurde er zum stellvertretenden Premierminister ernannt und behielt zugleich seinen Ministerposten. Zum 26. Juni 2004 übernahm er das Finanzministerium und leitete ab dem 18. Juni 2014 wieder das Ressort für öffentliche Versorgungsunternehmen, zivile Luftfahrt und Transport.